# Semiconductor Manufacturing International Corporation
SMIC (Semiconductor Manufacturing International Corporation, chinesisch 中芯國際集成電路製造有限公司 / 中芯国际集成电路制造有限公司, meist kurz 中芯國際 / 中芯国际) ist ein chinesischer Halbleiterhersteller, der im Jahr 2000 mit Unterstützung der chinesischen Regierung gegründet wurde, um die Möglichkeit zur Produktion von modernen Halbleitern im eigenen Land zu schaffen.
Seit 2004 notiert SMIC an der Börse New York (Kürzel SMI), und der Börse Hong Kong (Nr. 0981); angeblich besitzt der chinesische Staat weiterhin entscheidenden Einfluss.
Das Unternehmen produziert als Foundry ICs mit Strukturbreiten von 0,35 Mikrometern bis 7 Nanometern für andere Unternehmen ohne eigene Fertigungskapazitäten (fabless). SMIC ist der fünftgrößte Waferzulieferer mit einem Umsatz von 3,116 Mrd. US-Dollar und einem Marktanteil von 4,5 % (Stand: 2019).
Kunden für DDR-SDRAM sind z. B. Elpida Memory und früher Qimonda. Daneben gehören auch Solarzellen zum Produktangebot.
Der Hauptsitz und Fabs, die 200-mm- und 300-mm-Wafer herstellen können, befinden sich in Shanghai. In Peking stehen eine eigene 300-mm-Fab und eine mehrheitlich SMIC-gehörende 300-mm-Fab. Weitere 200-mm-Fabs befinden sich in Tianjin und Shenzhen. Eine 200-mm-Fab wurde 2016 von Specialty Foundry LFoundry S.r.l. in Avezzano (Italien), einer Tochter von LFoundry, zu 70 % übernommen.
Im September 2021 kündigte SMIC an, eine 300-mm-Fab in der Nähe von Shanghai zu bauen. Die Fab soll eine Kapazität von 100.000 Wafern pro Monat erreichen und die Baukosten sollen 8,87 Mrd. Dollar betragen.
Marketing- und Kundendienstniederlassungen finden sich in den Vereinigten Staaten von Amerika, Japan und Italien.
Im Dezember 2020 setzten die USA 689 Unternehmen (davon 296 aus China, darunter SMIC) auf eine schwarze Liste, nachdem US-amerikanische Behörden zu der Einschätzung kamen, dass diese Unternehmen US-amerikanische Technologien bzw. technisches Know-how aus den USA an chinesisches Militär weitergeben könnten. Die US-Kommission für Nationale Sicherheit der Künstlichen Intelligenz (NSCAI) empfahl im Zuge dessen der Administration Joe Bidens, einen 2021 ausgeweiteten Handel zwischen SMIC und dem niederländischen Lithografie-Unternehmen ASML diplomatisch zu verhindern.
Im ersten Quartal 2025 gab das Unternehmen die Jahresergebnisse 2024 bekannt. So stieg der Umsatz um 27,0 % von 6.321,6 Millionen US-Dollar im Jahr 2023 auf 8.029,9 Millionen US-Dollar im Jahr 2024.